# جون بيل وليامز
جون بيل وليامز (بالإنجليزية: John Bell Williams)‏ هو محامي وسياسي أمريكي، ولد في 4 ديسمبر 1918 في ريموند في الولايات المتحدة، وتوفي في 25 مارس 1983 في براندون في الولايات المتحدة. حزبياً، نشط في الحزب الديمقراطي.

## مناصب
- انتخب محامي (20 مايو 1944 – 10 يناير 1946).
- انتخب عضو مجلس النواب الأمريكي عن دائرة Mississippi's 7th congressional district [الإنجليزية]‏ (3 يناير 1947 – 3 يناير 1953).
- انتخب عضو مجلس النواب الأمريكي عن دائرة Mississippi's 4th congressional district [الإنجليزية]‏ (3 يناير 1953 – 3 يناير 1963).
- انتخب حاكم ميسيسيبي [الإنجليزية]‏ (16 يناير 1968 – 18 يناير 1972).
- انتخب عضو مجلس النواب الأمريكي عن دائرة Mississippi's 3rd congressional district [الإنجليزية]‏ (3 يناير 1963 – 16 يناير 1968).